# Aziatische Winterspelen 2007
De zesde Aziatische Winterspelen werden gehouden van 28 januari 2007 tot 4 februari 2007, in Changchun, in de Chinese provincie Jilin. Het was de tweede keer dat de Spelen in China plaatsvonden, na de winterspelen van 1996 in Harbin.
De officiële opening in het Changchun Wuhuan Gymnasium werd verricht door Hu Jintao, de atleteneed afgelegd door Li Ye, de jury-eed door Yang Jiasheng. Li Jiajun ontstak de olympische fakkel.

## Sporten
| - Alpineskiën - Biatlon - Curling - Freestyle skiën - IJshockey | - Kunstrijden - Langlaufen - Schaatsen - Shorttrack - Snowboarden |

## Deelnemende landen
| - Afghanistan - China - Chinees Taipei - Filipijnen - Hongkong - India - Iran - Japan - Jordanië | - Kazachstan - Kirgizië - Koeweit - Libanon - Macau - Maleisië - Mongolië - Nepal | - Noord-Korea - Oezbekistan - Palestina - Pakistan - Tadzjikistan - Thailand - Verenigde Arabische Emiraten - Zuid-Korea |

## Medaillespiegel
| Medaillespiegel | Medaillespiegel | Medaillespiegel | Medaillespiegel | Medaillespiegel | Medaillespiegel |
| --------------- | --------------- | --------------- | --------------- | --------------- | --------------- |
| Rang            | Land            | Goud            | Zilver          | Brons           | Totaal          |
| 1               | China           | 19              | 19              | 23              | 61              |
| 2               | Japan           | 13              | 9               | 14              | 36              |
| 3               | Zuid-Korea      | 9               | 13              | 11              | 33              |
| 4               | Kazachstan      | 6               | 6               | 6               | 18              |
| 5               | Mongolië        | 0               | 0               | 1               | 1               |
|                 | Oezbekistan     | 0               | 0               | 1               | 1               |
| Totaal          |                 | 47              | 47              | 56              | 150             |